# Charlie Baker
Charles Duane "Charlie" Baker, Jr. (n. el 13 de novembre, 1956, Elmira, Nova York) és un polític estatunidenc del Partit republicà. Des de gener de 2015 ocupa el càrrec de governador de Massachusetts.
Als anys noranta va ocupar càrrecs dins de l'administració estatal de Massachusetts: Secretari de Sanitat (1992-1994) i Secretari d'Administració i Finances (1994-1998). Defensor de polítiques de conservadorisme fiscal i liberalisme cultural, va presentar-se a les eleccions a Governador de Massachusetts l'any 2010 pel Partit Republicà, però va ser derrotat pel demòcrata Deval Patrick. El 2014 va ser candidat de nou, guanyant les eleccions a Martha Coakley i revalidant el càrrec per la legislatura 2019-2022, després d'imposar-se a Jay Gonzalez.